# Pou-Soi Cheang

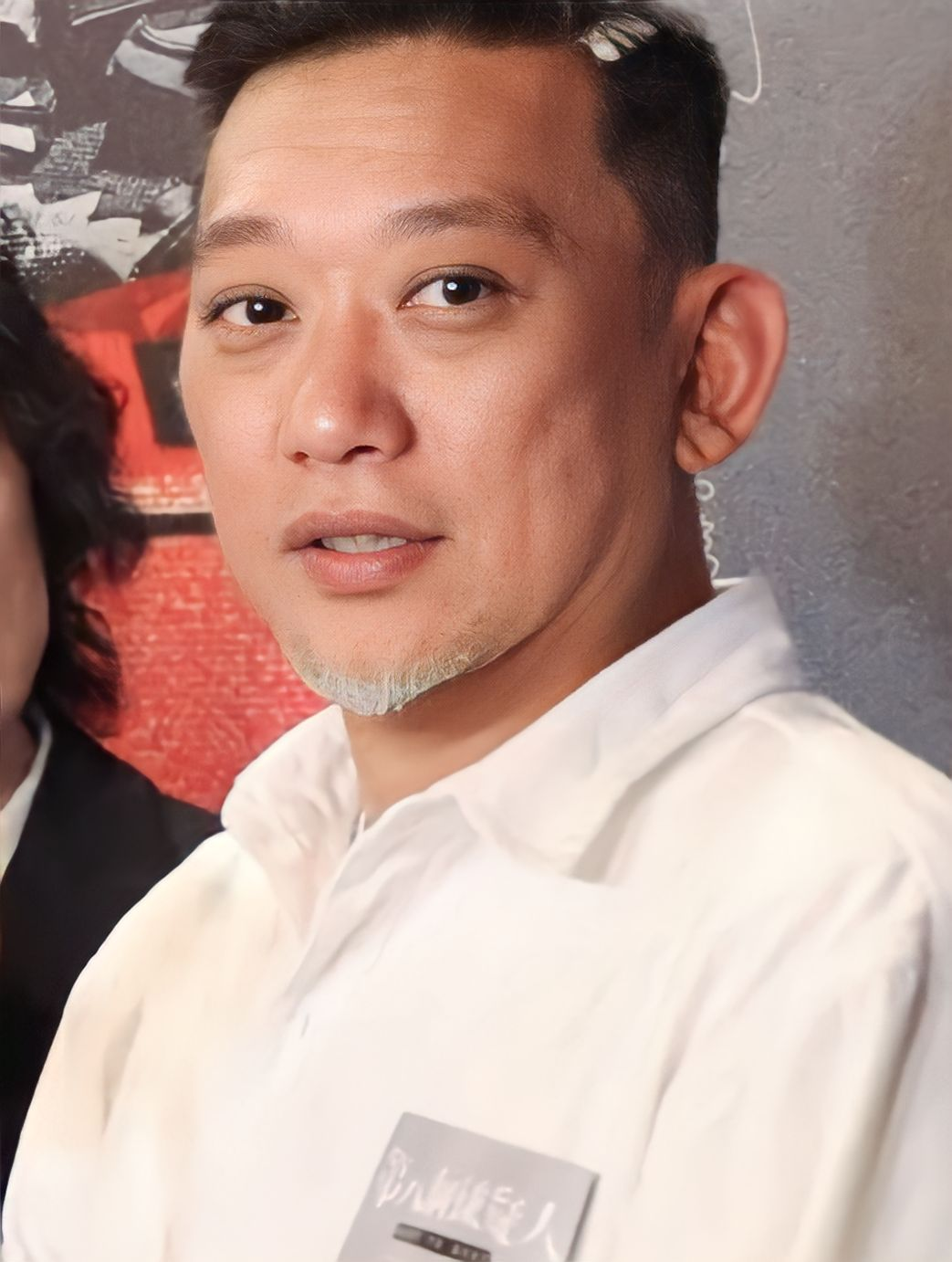

Pou-Soi Cheang (Hong Kong, 5 gennaio 1972) è un regista, sceneggiatore e attore cinese, conosciuto principalmente per aver diretto Dog Bite Dog (2006), Accident (2009) e Motorway (2012).

## Filmografia
- Diamond Hill (2000)
- Horror Hotline... Big Head Monster (2001) (come Cheang Soi)
- The Death Curse (2003)
- Love Battlefield (2004)
- Hidden Heroes (2004)
- Home Sweet Home (2005)
- Dog Bite Dog (2006)
- Shamo (2007)
- Accident (2009)
- Motorway (2012)
- Xi you ji zhi da nao tian gong (2014)
- Kill Zone - Ai confini della giustizia (2015)
- Xi you ji zhi Sun Wukong san da bai gu jing (2016)
- Xi you ji nu er guo (2018)
- Limbo (2021)